# Мензульна зйомка

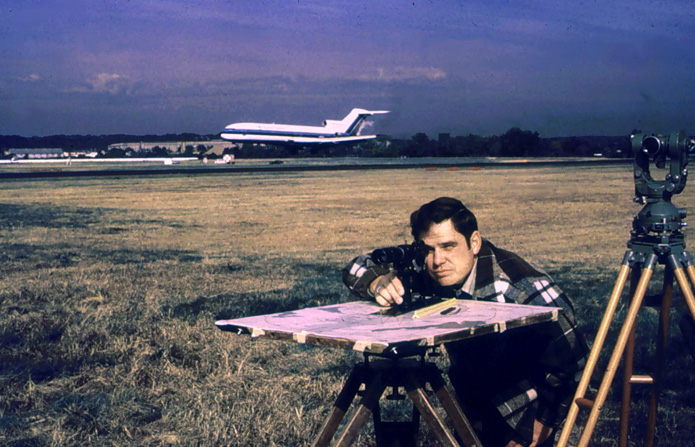
Мензульна зйомка

Мензульна зйомка, мензульне знімання (англ. plane-table survey, progression, нім. Messtischaufnahme f) — це сукупність дій при складанні детального плану місцевості, що означає побудову топографічного плану місцевості в польових умовах за допомогою кіпреґеля і мензули. Масштаби 1:500; 1:1000; 1:2000; 1:5000. Зйомку ведуть в полярній системі координат.

## Опис
Мензульна зйомка проводиться для отримання топографічних планів невеликих ділянок місцевості в масштабах 1:5000 — 1:500, коли відсутні матеріали аерофотозйомки або застосування їх є економічно недоцільним. У гірничій справі мензульна зйомка застосовується на відкритих гірських розробках, при детальних геологорозвідувальних роботах для зйомки відшарувань гірських порід, для зйомки промислових майданчиків гірничих підприємств тощо.
Ці дії поділяються на два роди: визначення окремих опорних точок, або складання так званої геометричної мережі, і зйомка подробиць. Окремі точки, переважно вершини гір та пагорбів, перетину доріг тощо означаються на місцевості віхами; вибравши з цих точок дві, відстань між якими може бути виміряна безпосередньо ланцюгом (базис) і з яких відкривається великий кругозір; людина, що знімає, встановлює мензулу на одну з них і, візуючи всі видимі інші точки, прокреслює відповідні напрями; ті ж дії виконуються і на іншій точці. Перетин ліній, що були прокреслені на однакові оточуючі точки, зобразять на мензульному планшеті відповідні точки місцевості в тому масштабі, в якому нанесений був базис (див. також біангулярні координати).
Переходячи послідовно на інші точки, людина, що знімає, отримає зображення всіх інших точок місцевості, що складають геометричну мережу. При зйомці подробиць вживається один з наступних чотирьох способів:
1. зарубки, тобто подальший розвиток геометричної мережі
2. проміри з віхи на віху і з точки на віху ланцюгом, помічаючи всі точки перетину лінії, що промірюється, з контурами місцевості
3. інструментальний обхід в закриті місця, наприклад в ліси і в ущелини гір
4. з однієї точки стояння

Останній спосіб найуживаніший і найзручніший тим, що виробництво зйомки не пов'язане з псуванням городів і полів: наймач розсилає по контурах людей з рейками і всі навколишні точки отримує на папері далекомірним способом (див. Кіпрегель). Попутно зі зйомкою подробиць замальовують і рельєф місцевості.